# OnePlus 2
OnePlus 2 è il secondo smartphone di OnePlus, presentato a luglio 2015 e messo in vendita dall'11 agosto dello stesso anno.

## Caratteristiche tecniche

### Hardware
OnePlus 2 è mosso da un chipset Qualcomm Snapdragon 810 con CPU octa-core (4 core a 1,56 GHz e 4 core a 1,82 GHz, ma due core entrano in funzione solo quando la potenza richiesta è molto alta) e GPU Adreno 430, ha connettività GSM (850, 900, 1800, 1900), GPRS, EDGE, HSDPA (850, 900, 1900, 2100), LTE (1, 3, 5, 7, 8, 20, 38, 40, 41), Wi-Fi 802.11 a/b/g/n/ac (con supporto a Wi-Fi Direct, DLNA e hotspot), Bluetooth 4.1 con A2DP, GPS con A-GPS, GLONASS ed USB 2.0 Tipo-C.
OnePlus 2 è presente in due tagli di memoria: 3 GB di RAM (in entrambi i casi LPDDR4) e 16 GB di memoria interna (in entrambi i casi eMMC 5.0) non espandibile o 4 GB di RAM e 64 GB di memoria interna non espandibile.
Lo schermo è un LTPS IPS LCD da 5,5 pollici, multitouch, protetto da un vetro Corning Gorilla Glass 3 e con risoluzione Full HD 1080x1920 pixel con densità di 401 ppi.
La fotocamera posteriore è una 13 megapixel con apertura di f/2,0, OIS, autofocus laser, doppio flash LED e registrazione video 2160p@30fps e 720p@120fps (moviola). La fotocamera anteriore è invece una 5 megapixel con apertura di f/2,4 e registrazione video in Full HD 1080p@30fps.
La cover è removibile ma la batteria (ai polimeri di litio, da 3300 mAh) non è removibile.
- Lo smartphone è un Dual SIM Dual Standby.

### Software
OnePlus 2 ha Android 5.1 Lollipop con OxygenOS 3.5.6.
A giugno 2016 viene reso disponibile l'aggiornamento ad Android 6.0.1 Marshmellow per OnePlus 2.